# 八九式普通実包
八九式普通実包（はちきゅうしきふつうじっぽう）とは、日本陸軍が使用した7.7mm弾薬の名称である。主として八九式旋回機関銃、八九式固定機関銃に用いられた。

## 概要
主に人馬を殺傷することを目的とする。
弾丸は三八式銃実包の弾丸と同一要領の構造（被甲の前半部が厚くなっている）とし、その中径は7.85mm、長さは29.3mm。被白銅鋼（鋼製の被甲を白銅で鍍金したもの）製の被甲および硬鉛の弾身をもつ。薬莢は半起縁式で、雷管は0.025gの爆粉を備える。弾丸の重量は10.5g、装薬は無煙小銃薬乙を使用し装薬量は3g、実包全体の重量は24.4gである。なお、1940年（昭和15年）9月に装薬が三番管状薬へと変更されている。
八九式各種実包は1920年（大正9年）7月の参第三九八号研究方針に基づいて研究したものである。普通実包は航空機用機関銃の研究に伴って研究を継続し、1928年（昭和3年）12月に明野陸軍飛行学校での八九式旋回機関銃の実用試験において試験を完了した。その後この実包を八九式固定機関銃に兼用する目的をもってこの銃の審査と関連して研究を継続し、多少の修正を加えて両銃に兼用するという目的を達成した。以上をもって1930年（昭和5年）8月に仮制式制定が上申された。
防湿のため、雷管の周りに無着色のセラックワニスを塗布した。後に、弾種識別および防湿のため、莢口部と弾丸の接する部分に紅色のセラックワニスを塗布した。
八九式普通実包の弾丸は発射の際に燃焼ガスにより圧拡作用をなし、燃焼ガスの緊塞を確実にする。従って、銃身の摩耗は他のものに比べて著しく小さく、また銃身内への被甲の付着も極めて少なく、逆に被甲材質の鋼により銃身内に付着した被甲を除去することができる。このため、他の弾種を使用した後に本実包を射撃すると、射撃後の銃の手入れが極めて容易となった。これらの特徴から、九二式重機関銃においても「九二式重機関銃弾薬八九式普通実包」として1934年（昭和9年）11月に仮制式制定が上申された。
なお、八九式普通実包は1919年（大正8年）12月に設計要領が提示された七粍七（7.7mm）小銃用の実包に酷似しており、これを航空機関銃用として転用した可能性がある。

## その他の弾種

### 八九式鋼心実包
主に飛行機の装甲部、エンジン、燃料タンク等を貫通破壊することを目的とする。
弾丸の中径は7.85mm、長さは35mmで弾尾は狭窄されており、黄銅製の被甲と、至硬鋼もしくはこれに類する特殊鋼製の弾身からなる。弾丸が鋼板に命中すると被甲の頭部は圧壊して後方に跳ね返り、弾身が鋼板を貫通する。使用する薬莢、装薬、雷管は八九式普通実包と同様である。弾丸の重量は10.5g、装薬量は3g、実包全体の重量は24.4gであった。
各国の代表的な特殊鋼板に対する貫通距離の限界は、鋼板の厚さ4mmならば1,200m、5mmならば1,000m、6mmならば900m、7mmならば800m、8mmならば700m、9mmならば600m、10mmならば300m、12mmならば200mであった。
燃料の漏出を防止する目的で、燃料タンクの周りにコルクやゴム等を張ったものに対する射撃の結果は、コルク張りのものに対しては貫通により完全に破壊され明瞭に漏孔を形成した。一方ゴム張りのものに対しては、射入口は収縮して小孔となり燃料の漏出はやや困難であったが、射出口のゴム壁は燃料タンクの壁と共に表面に開き燃料は容易に流出した。以上は比較的近距離で弾丸エネルギーの大きい場合における結果であるが、距離が大きくなり弾丸の速度が減少したときは、被甲が燃料タンクの壁と防護壁との中間に介在することになり、しかもその底部にある小孔が大きく広がる関係上、恰好の漏孔を形成する。
4mm級鋼板の後ろに飛行機用エンジンを置き距離100m付近から射撃すると、弾丸はエンジンの要部を貫通して完膚無きまでに破壊することができる。
鋼心実包を連続発射すると被甲が銃腔面に付着し命中精度が低下する傾向があるが、普通実包を少数発射することで容易に被甲を除去することができるので、実用上差し支え無いとされた。
1925年（大正14年）5月から1928年（昭和3年）2月までの間の4回の試験により研究を完了し、1930年（昭和5年）8月に八九式普通実包と共に仮制式制定が上申された。1933年（昭和8年）12月に名称統一のため、名称が八九式徹甲実包へと変更された。
弾種識別および防湿のため、雷管の周りに黒色のセラックワニスを塗布した。

### 八九式焼夷実包
普通実包と混用するか本実包のみを連続発射して、航空機の燃料タンクもしくは気球の気嚢に命中、点火させ、これを焼き払うことを目的とする。
構造および機能は十一年式七粍七焼夷弾と同じである。使用する薬莢、装薬、雷管は八九式普通実包と同様である。弾丸の重量11g、装薬量は3g、黄燐0.95gが充填され、実包全体の重量は24.9gであった。
焼夷実包は弾丸のみが十一年式七粍七焼夷弾として仮制式制定済みであったが、実包としては銃の審査が未了のため未制定だったものを、今回普通実包等と同時に八九式旋回および固定機関銃実包として使用することとして審査を完了し、1930年（昭和5年）8月に八九式普通実包と共に仮制式制定が上申された。
弾種識別および防湿のため、雷管の周りに赤色のセラックワニスを塗布した。

### 八九式曳光実包
普通実包と共に弾倉中で混用して発射するもので、弾丸内部の光剤によって射手に直接弾道を視認させ、射弾を有効に目標に導くことを目的とする。
構造および機能は十一年式七粍七曳光弾と同じである。使用する薬莢、装薬、雷管は八九式普通実包と同様である。弾丸の重量11g、装薬量は3g、光剤2gが充填され、実包全体の重量は24.9gであった。
曳光実包は弾丸のみが十一年式七粍七曳光弾として仮制式制定済みであったが、実包としては銃の審査が未了のため未制定だったものを、今回普通実包等と同時に八九式旋回および固定機関銃実包として使用することとして審査を完了し、1930年（昭和5年）8月に八九式普通実包と共に仮制式制定が上申された。
弾種識別および防湿のため、雷管の周りに緑色のセラックワニスを塗布した。

## 八九式実包のその後
1933年（昭和8年）から1934年（昭和9年）にかけて、八九式旋回および固定機関銃弾薬として、九二式重機関銃弾薬と兼用である九二式徹甲実包、九二式焼夷実包、九二式曳光実包の仮制式制定が上申され、これに伴い八九式徹甲実包、八九式焼夷実包、八九式曳光実包は既製品に限り使用し、新規に生産しないこととなった。なお、九二式普通実包は八九式旋回および固定機関銃弾薬としては採用されなかったため、八九式普通実包の生産は段階的に規模を縮小しながらも継続して行なわれた。
1940年（昭和15年）に行なわれた弾薬統制により、九二式重機関銃弾薬は無起縁式となったが、航空機上で使用される八九式旋回および固定機関銃弾薬は、作動の確実性を期すため半起縁式のまま生産が継続された。このため、一部の弾種には無起縁式のものと半起縁式のものが混在することとなり、しばしば補給に混乱を来すことがあった。

### 九九式特殊実包
後年航空機関銃用の新型焼夷実包の研究が行われた。当初は単に九二式焼夷実包に替わる焼夷実包として、試製九八式焼夷実包の名称で各種試験が行なわれていたが、この新型焼夷実包はその焼夷性よりもむしろ爆裂性の方が注目された。その後もこの種の炸裂実包の研究が行なわれ、昭和15年に八九式旋回および固定機関銃弾薬として九九式特殊実包（別名：マ一〇一/マ101、七粍七焼夷実包）が仮制式制定された。
弾丸の中径は約7.9mm、長さは約37.3mm、重量は約10.7g、炸薬および焼夷剤が約0.9g充填され、実包全体の長さは約78.6mm、重量は約26.2gであった。
被甲は黄銅製で、先端部がわずかに平らになっている。被甲内後部には黄銅製被甲で覆った硬鉛製の円柱状の弾身があり、弾丸が対象に衝突した際に、椎の実型の形状をもつキャップと共に慣性で前進して前部の炸薬を圧縮し、その時に発生した熱で炸薬を炸裂させる。被甲内前部には、黄銅製のキャップがあって2室に分かれており、前半部には硝英薬（PETN）と硝宇薬（RDX）の1:1混合物からなる炸薬、後半部には硝宇薬（RDX）とアルミニウム粉末の1:1混合物からなる炸薬兼焼夷剤が充填されている。なお、キャップの底部には白色のフェルトが備えられており、弾身頭部とキャップ内の薬剤とが直接触れないようにし、発射の衝撃で炸薬が炸裂するのを防いでいるが、腔発の問題を完全に防ぐことはできなかった。
熱地では直射日光等による弾倉内部の温度上昇により、焼夷実包と同様に弾倉内で自然発火する事例が報告されている。
弾種識別および防湿のため、莢口部と弾丸の接する部分に紫色のセラックワニスまたはニトロセルローズ系ラッカーが塗布してあった。